# Dijamantna liga
IAAF Dijamantna liga je natjecanje Međunarodne atletske federacije (IAAF), koju čini godišnja serija atletskih natjecanja koja se održavaju od 2010.
Dijamantna liga je naslijedila Zlatnu ligu koja je u razdoblju od 1998. do 2009. godine predstavljala najeminentnije atletsko natjecanje. Međutim, Zlatna liga je bila ograničena samo na Europu i uključivala je svega sedam mitinga – Oslo, Rim, Monako, Zürich, Bruxelles, Berlin i od 1999. godine Pariz, dok je nova Liga prvo interkontinentalno atletsko natjecanje.
Premijernu sezonu Dijamantne lige činilo je 14 jednodnevnih atletskih mitinga, koji se održavaju tijekom sezone diljem svijeta. Prvi domaćin najboljim svjetskim atletičarima bila je Doha, 14. svibnja, a finale je održano u Zürichu i Bruxellesu 19., odnosno 27. kolovoza. Gradovi domaćini prve sezone bili su: Doha, Šangaj, Oslo, Rim, New York City, Eugene, Lausanne, Gateshead, Pariz, Monako, Stockholm, London, Zürich i Bruxelles.
Težnja čelnika IAAF je da kroz Dijamantsku ligu popularizira atletiku u cijelom svijetu i poveća interes za taj šport. Zbog toga su se na mitinzima širom svijeta našle 32 discipline (16 kod muškaraca i 16 kod žena). To je veliko povećanje u odnosu na Zlatnu ligu koja je, s nekim manjim izmjenama, najčešće obuhvaćala po šest discipina u obje konkurencije, muškoj i ženskoj. Ovakvo veliko natjecanje su prihvatili svi vrhunski atletičari, kako bi pokazali svoj maksimum, a to im je i prilika i unovčiti svoja rezultatska postignuća.
Hrvatske atletičarke Blanka Vlašić i Sandra Perković bile su u svojim disciplinama ukupne pobjednice Dijamantne lige za pojedinu godinu.

## Vanjske poveznice
- Službena stranica